# Савченко Тетяна (спортсменка)
Тетя́на Са́вченко (* 1967) — українська веслувальниця Чемпіонка світу-1998 з веслування.

## З життєпису
Народилась 1967 року. Виграла золоту медаль на Чемпіонаті світу з веслування 1998 року (Кельн) в змаганнях безрульових четвірок — вона і Євгенія Андрєєва, Ніна Проскура, Тетяна Фесенко